# Hajas László
Hajas László (Budapest, 1955. július 31. –) magyar mesterfodrász.

## Élete
Középiskolai tanulmányait 1973-ban fejezte be az Állami fodrászat tanulójaként. 1976-ban részt vett egy ifjúsági versenyen, ahol összetettben első lett. 1977-ben a Vénusz-kupán a 70 indulóból 2. lett. Rá egy évre Vízy Sándor átigazolta a Divat szövetkezethez. 1979-ben 5. helyezést ért el a Barátság kupán, amelyet Szófiában rendeztek meg. 1980-ban már a 2. helyezést érte el Prágában. 1981-ben 2. lett összetettben a mesterbajnokságban. 1982-ben a Párizsi világbajnokságon 120 versenyzőből a 7. helyezést érte el. Utolsó versenyén 1983-ban a gőteborgi EB-n 10. lett. 1983-ban nyitotta meg első üzletét a fővárosban.
1986-ban részt vett a Trend nevű csapattal az 1. országos turnén, a Wella céggel. 1990-ben hozta létre a Hajas Kft.-t. 1992-ben letette a mestervizsgát. 1994-ben nyílt meg első vidéki üzlete Pécsen. 1996-ban Zsidró Tamás és Szabó Imre mellett őt is bemutatták Varsóban a Wella stúdióban. Ezután számos turné következett (1997: Csehország, 1998: Szlovákia, 1999: Pozsony). 2000-ben meghívták Londonba a királyi színházba, az Alternative Hair Show-ra; rendezője Náray Tamás, sminkese Sípos Zita volt.
Miután Hajas nevét már mindenütt ismerték az országon belül, külföldi "hódítóútra" indult, s számos multinacionális céggel dolgozott együtt, rengeteg európai városban "turnézott", fodrászversenyeken zsűrizett. 2006. augusztus 20-án a Magyar Köztársasági Érdemrend lovagkeresztje kitüntetést kapta a fodrász szakma határainkon túl is elismert kreatív műveléséért, illetve oktatói tevékenységéért és szerepelt az Álarcos Énekes című showban ahol ő volt a páva jelmez alatt.

## Műsorai
- Szombat esti láz (szereplő)
- Humorbajnokság (műsorvezető)
- Álarcos énekes (versenyző)

## Kitüntetések
- A Magyar Köztársasági Érdemrend lovagkeresztje (2006)
- A Magyar Érdemrend tisztikeresztje (2025)[1]

## Könyv
- Dunai Anita–Hajas László–Jónás Kata: Hozd ki magadból a legjobbat!; Kulinária, Bp., 2007